# Oxete
Oxete (Danh pháp IUPAC: 1-Oxacyclobut-2-ene), hay còn gọi là 2H-Oxete là một hợp chất dị vòng không bão hòa chứa oxi. Hợp chất này không bền và được sản xuất bằng cách tổng hợp. So với oxetan, là một hợp chất dị vòng bão hòa chứa oxi, oxete không ổn định vì có chứa liên kết đôi trong phân tử làm tăng sức căng của vòng. Hợp chất này có 3 đồng phân là: Propargyl alcohol, Cyclopropanone và Acrolein (C3H4O).

## Tổng hợp
Oxete có thể được tổng hợp bằng quá trình quang hóa acrolein:

### Các hợp chất dị vòng chứa oxy khác:
- Oxirene
- Furan
- Pyran
- Oxepine
- Oxiran
- Oxetan
- Oxolan
- Oxane
- Oxepan